# Едвін Лонг
Едвін Лонгсден Лонг (англ. Edwin Longsden Long, 12 липня 1829, Бат — 15 травня 1891, Лондон) — англійський жанровий художник і портретист.

## Біографія

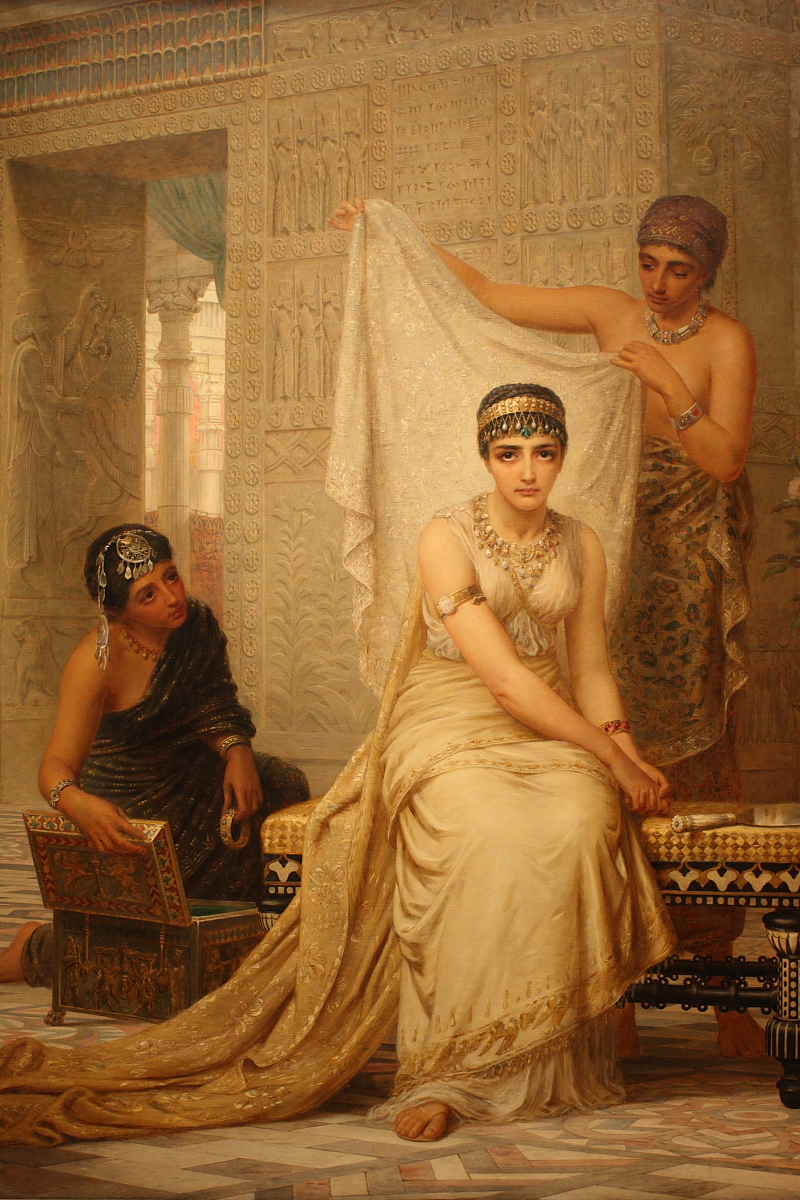
Цариця Есфір (1878)

Лонг народився в Баті графства Сомерсет в сім'ї перукаря Джеймса Лонга (походив з Келстона в Сомерсеті). Здобув освіту в школі професора Вінера в Баті. Опанувавши професію штукатура, Лонг переїхав до Лондона і навчався в Британському музеї. Згодом він став учнем Джеймса Метьюза і спочатку писав портрети Чарльза Гревіла, лорда Ібрі та інших.
З шотландським художником Джоном Філліпом Лонг відвідав Іспанію, де був зачарований живописом Веласкеса та інших іспанських майстрів. Його ранні твори, такі як «La Posada» (1864) і «Лазарила та сліпий жебрак» (1870), написані під їхнім впливом. Першими важливими роботами Лонга були «Прохачки» (1872) і «Вавілонський ринок наречених» (згодом куплена Томасом Холлоуеєм). 1874 року Лонг відвідав Єгипет то Сирію, що зробило сильний вплив на тематику його картин — Лонг звернувся до сцен східніого життя та археології. Яскравими прикладами цього періоду є «Єгипетське свято» (1877), «Боги і їх творці» (1878).

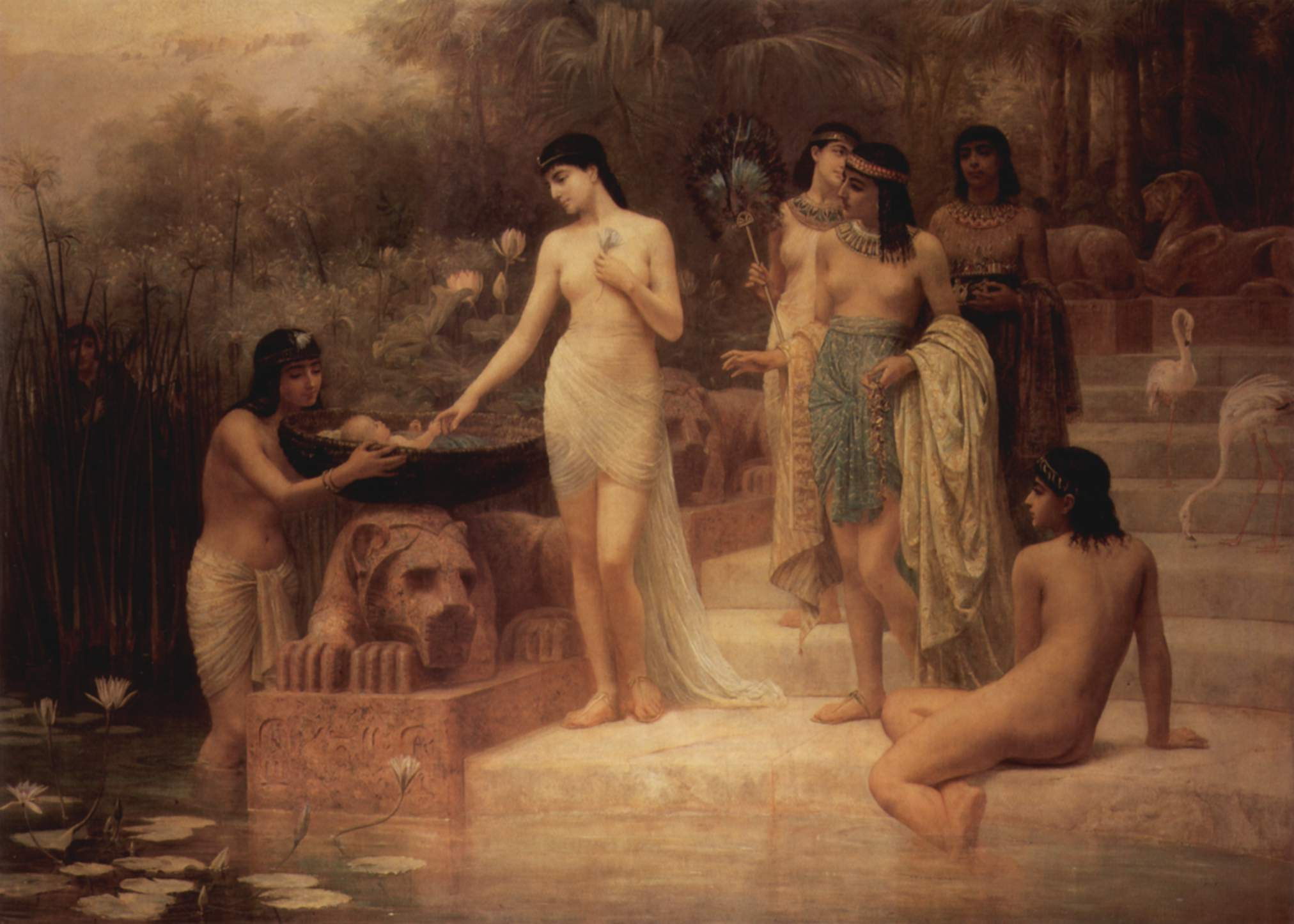
Знаходження Мойсея (1886)

1870 року Лонга обрали членом Королівської академії, а 1881 року він став академіком. Його картини мали успіх і копіювалися на гравюрах, а його «Діана чи Христос?»  (1881) принесла заслужене визнання. Тому Лонг зважився виставити наступні свої роботи в окремій галереї на Бонд-Стріт у Лондоні в 1883 році. Тоді і пізніше його «Анно Доміні» і «Зевксис в Кротоні» мали комерційний успіх.
Лонг помер 15 травня 1891 року на 62 році життя від пневмонії, що трапилась після грипу, в своєму будинку «Келстон», Хемпстед. Він похований на кладовищі Вест-Хемпстед. Написаний в день смерті заповіт став предметом судового позову родичів, але справа між ними вирішилося полюбовно
Лонг був одружений з дочкою лікаря Вільяма Айтона. Його син Моріс Лонг загинув у залізничній аварії в іспанському Бургосі 23 вересня 1891 року.
Картини Лонга в галереї на Олд Бонд-стріт після його смерті склали основу картинної галереї Християнського мистецтва, замінили роботи Гюстава Доре в галереї на Нью-Бонд-стріт. За свої портрети Лонг отримував хороші виплати і заступництво, але вони не користуються однаковою популярністю з його жанровими картинами. Серед його портретів вирізняються портрети баронеси Бердет-Куттс (його основна покровителька) та її подруги місіс Браун і Генрі Ірвінга. Незадовго до своєї смерті Лонг написав портрет графа Идеслі для Національної портретної галереї, портрети кардинала Меннінга (можливо, найкраща його робота в жанрі), Семюела Казинса, сера Едмунда Хендерсона та інших. За словами мистецтвознавця Лайонел Каст «його ранні роботи демонструють велику силу і заслуговують на свій успіх та популярність», але його пізні роботи «страждають від постійних повторів типажів, що призвело до одноманітності».

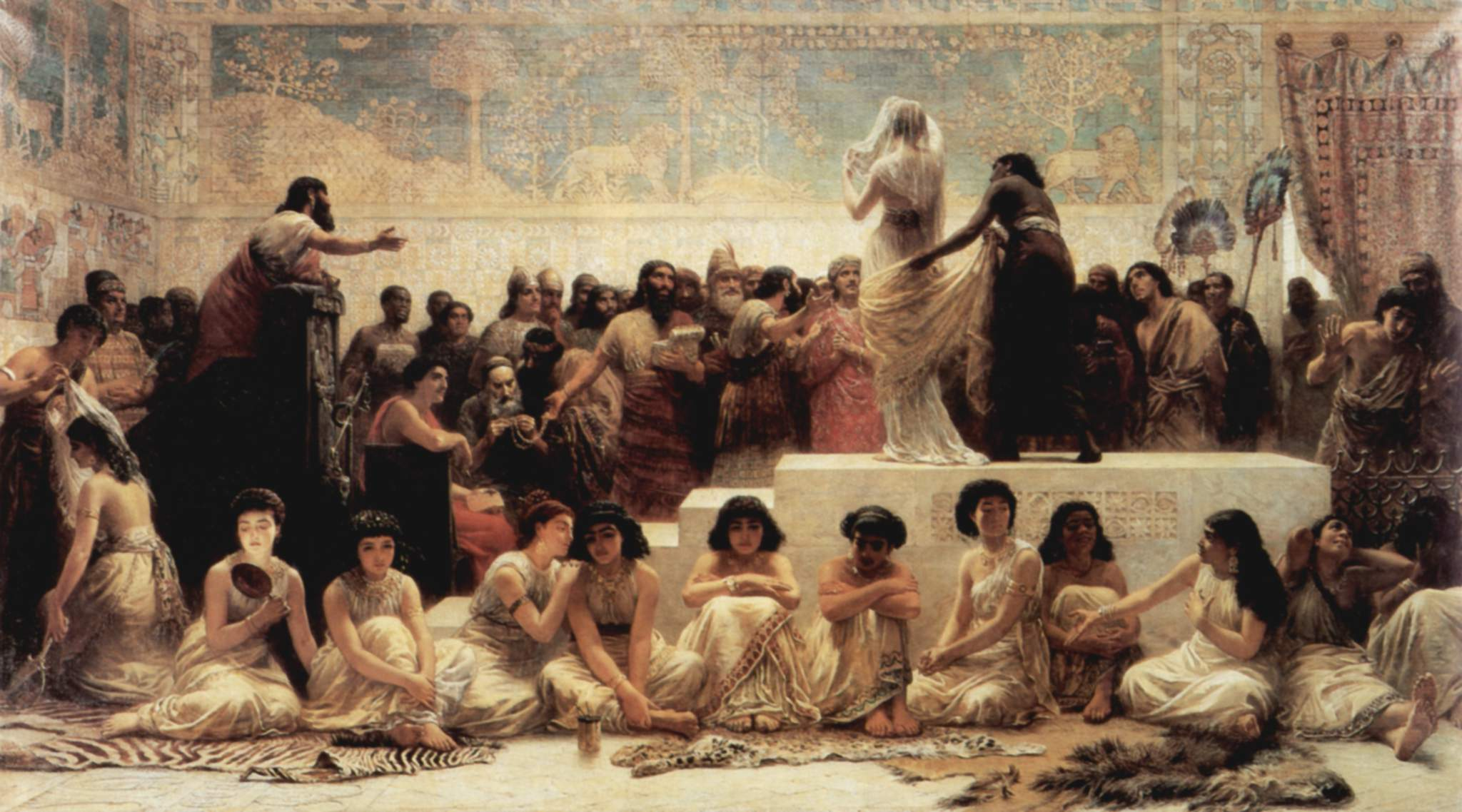
Вавилонський ринок наречених (1875)

## Картини
- Прохачі — The Suppliants (1864)

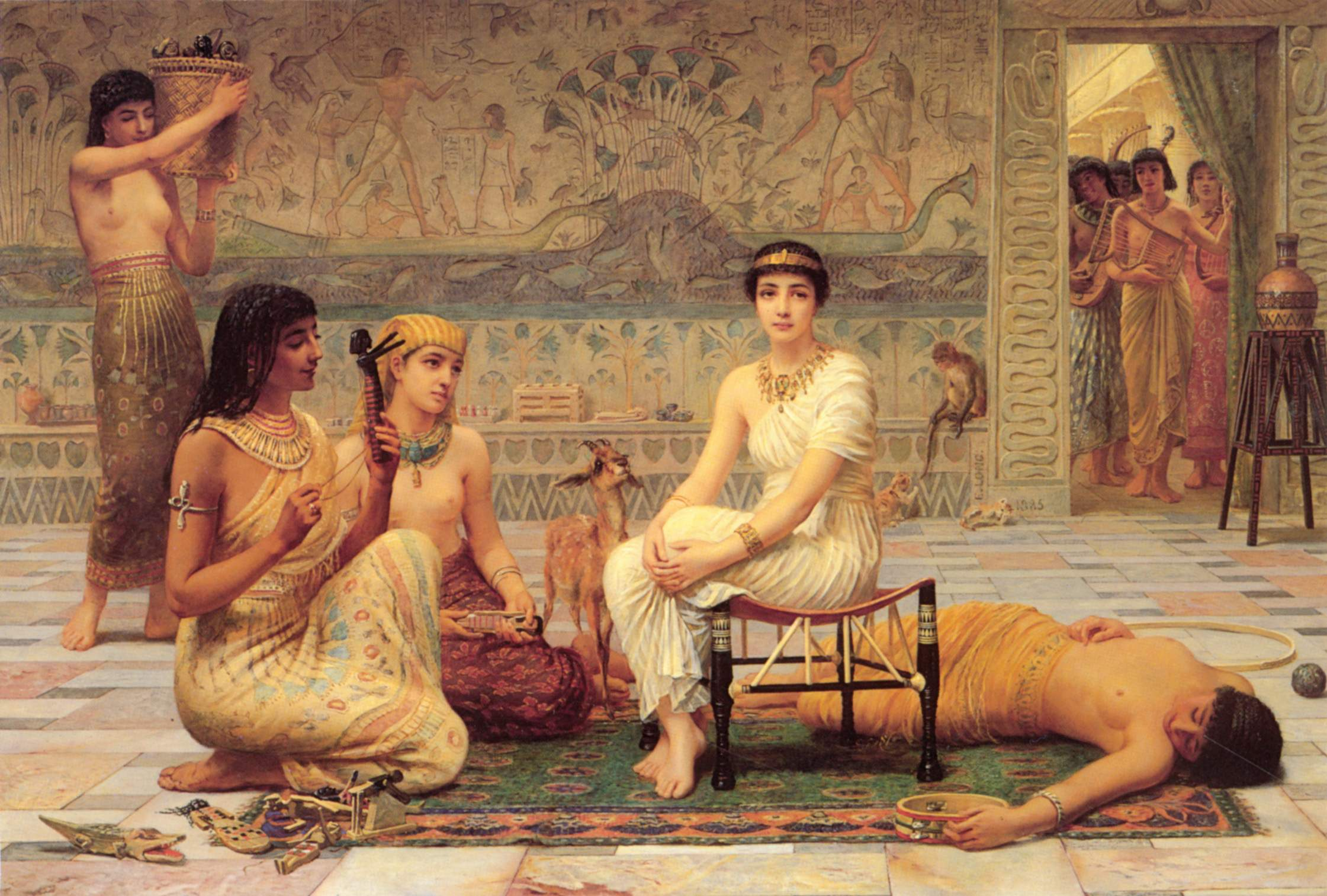
Муки кохання (1885)

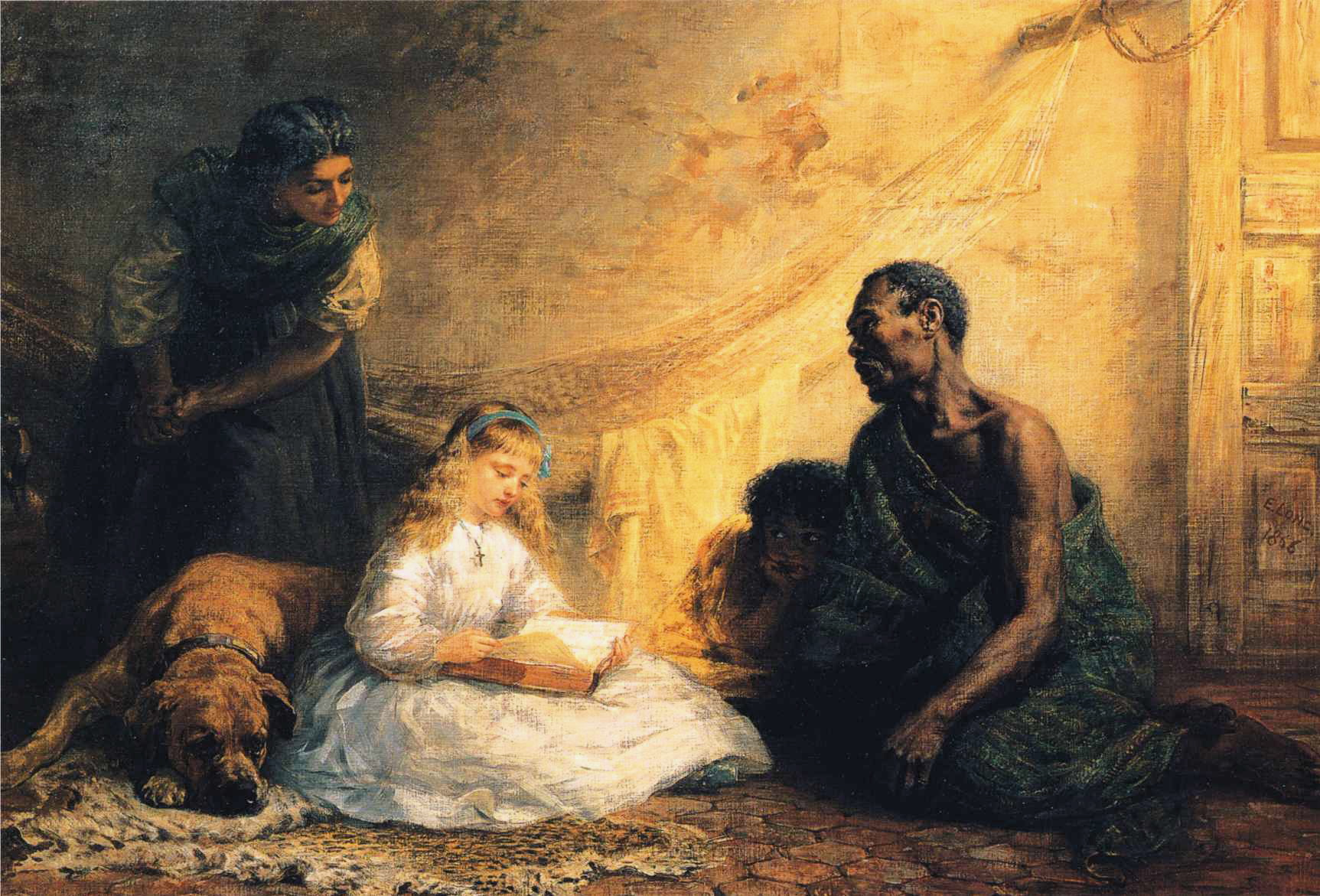
Маленька Єва і дядько Том (1886)

- Іспанська квіткарка — A Spanish Flower Seller (1867)
- Лісник — The Gamekeeper (1869)
- «Usted Gusta» (1870)
- Питання пристойності — A Question of Propriety (1870)
- Вулична сцена в Іспанії — A Street Scene in Spain (1871)
- Схвалення — The Approval (1873)
- Мавританські новонавернені архієпископом Хіменесом — The Moorish proselytes Archbishop of Ximines (1873)
- Primero Segundo y Basso Profondo (1873)
- Вавилонський ринок наречених — The Babylonian Marriage Market (1875)
- Зустріч Доркаса в VI столітті — A Dorcas Meeting in the 6th Century (1873-1877)
- Єгипетське свято — An Egyptian Feast (1877)
- Боги та їх творці — The Gods and their Makers (1878)
- Цариця Есфір — Queen Esther (1878)
- Вашті не відгукується на заклик короля — Vashti Refuses the king's Summons (1879)
- Східна фаворитка - The Eastern Favourite (1880)
- До її уважного уха долетіли звуки музики — To Her Listening Ear Responsive Chords of Music Came Familiar (1881)
- Діана чи Христос? — Diana or Christ?  (1881)
- Anno Domini (1883)
- Глауке: Задумливий — Glauke: Pensive (1883)
- Обрана п'ятірка — The Chosen Five (1885)
- Східна лілія — Eastern Lily (1885)
- Їфтахська обітниця: мученик — Jepthah's Vow: the Martyr (1885)
- Муки кохання — love's Labour Lost (1885)
- Знаходження Мойсея — The Finding of Moses (1886)
- Служитель священного ібіса в храмі Ісіди — Alethe Attendant of the Sacred Ibis in the Temple of Isis (1888)
- Sacred to Pasht (1888)
- Підготовка до свята Анубіса — Preparing For The Festival Of Anubis (1889)
- Thisbe (1884)
- Маленька Єва і дядько Том — Little and Eva Uncle Tom (1886)